# Danh sách bê bối liên quan đến CIA
Sau đây là một danh sách những bê bối liên quan đến Cơ quan Tình báo Trung ương Mỹ (CIA). Trong suốt lịch sử của mình, CIA đã là chủ đề của một số cuộc tranh cãi, cả trong và ngoài nước Mỹ.
Cuốn sách Legacy of Ashes: The History of the CIA của Tim Weiner cáo buộc CIA có những hành động bí mật và vi phạm nhân quyền. Jeffrey T. Richelson của Cơ quan Lưu trữ An ninh Quốc gia đã chỉ trích các tuyên bố trong cuốn sách này. Chuyên gia tình báo David Wise đã lên tiếng chỉ trích Weiner khi ông ta miêu tả Allen Dulles là "một ông già hay né tránh" chứ không phải là "điệp viên chuyên nghiệp sắc sảo" mà ông biết, và khi ông ta (Weiner) đã từ chối "thừa nhận rằng các nhà lãnh đạo của cơ quan này có thể đã hành động vì động cơ yêu nước hay CIA đã từng làm bất cứ điều gì đúng, " nhưng cuối cùng vẫn kết luận:" Legacy of Ashes thành công trên cả phương diện báo chí và lịch sử, và nó là một tác phẩm nên đọc cho bất kỳ ai quan tâm đến CIA hoặc tình báo Mỹ kể từ Thế chiến II. "  Bản thân CIA đã phản hồi những tuyên bố được đưa ra trong cuốn sách của Weiner và mô tả nó là "một tác phẩm dày 600 trang giả mạo lịch sử nghiêm túc." 

## Nghe lén trong nước
Năm 1969, khi phong trào phản chiến ở Mỹ đang lên cao trào, Giám đốc CIA Helms nhận được điện từ Henry Kissinger ra lệnh cho ông do thám các thủ lĩnh của các nhóm yêu cầu hoãn binh ở Việt Nam. "Kể từ năm 1962, ba tổng thống liên tiếp đã ra lệnh cho giám đốc tình báo trung ương do thám người Mỹ."

## Bắt giữ bất thường
Bắt giữ bất thường là việc bắt giữ và chuyển giao trái pháp luật một người từ quốc gia này sang quốc gia khác.
Thuật ngữ "torture by proxy" được một số nhà phê bình sử dụng để mô tả các tình huống trong đó CIA  và các cơ quan khác của Hoa Kỳ đã chuyển những kẻ khủng bố bị nghi ngờ đến các quốc gia được biết là sử dụng tra tấn, cho dù họ có ý định cho phép tra tấn hay không. Tuy nhiên, người ta khẳng định rằng việc tra tấn đã được thực hiện với sự hiểu biết hoặc được sự đồng ý của các cơ quan Hoa Kỳ (việc chuyển bất kỳ ai đến bất kỳ đâu với mục đích tra tấn là vi phạm luật pháp Hoa Kỳ), mặc dù Condoleezza Rice (khi đó là Bộ trưởng Hoa Kỳ State) tuyên bố rằng:
Trong khi chính quyền Obama đã cố gắng tránh xa một số kỹ thuật chống khủng bố khắc nghiệt nhất, họ cũng nói rằng ít nhất một số hình thức sẽ tiếp tục. Chính quyền tiếp tục chỉ cho phép dẫn độ tới "một quốc gia có quyền pháp lý đối với cá nhân đó (để truy tố cá nhân đó)" khi có sự đảm bảo ngoại giao "rằng họ sẽ không bị đối xử vô nhân đạo." 

## Thất bại bảo mật

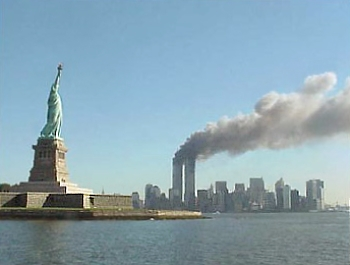
Những người chỉ trích khẳng định rằng việc tài trợ cho mujahideen Afghanistan (Cơn lốc chiến dịch) đã đóng vai trò gây ra vụ tấn công ngày 11 tháng 9.

Vào ngày 30 tháng 12 năm 2009, một vụ tấn công liều chết đã xảy ra trong cuộc tấn công Căn cứ Điều hành Tiền phương Chapman ở tỉnh Khost, Afghanistan. Bảy sĩ quan CIA, bao gồm cả trưởng căn cứ, thiệt mạng và sáu người khác bị thương nặng trong vụ tấn công.